# Cuba, Kansas
Cuba är en ort i Republic County i Kansas. Enligt 2020 års folkräkning hade Cuba 140 invånare.